# Гранд-Форкс (Британська Колумбія)
Гранд-Форкс (англ. Grand Forks) — місто в Канаді, у провінції Британська Колумбія, у складі регіонального округу Кутеней-Баундері.

## Населення
За даними перепису 2016 року, місто нараховувало 4049 осіб, показавши зростання на 1,6%, порівняно з 2011-м роком. Середня густина населення становила 388,1 осіб/км².
З офіційних мов обидвома одночасно володіли 120 жителів, тільки англійською — 3 755, тільки французькою — 5, а 5 — жодною з них. Усього 465 осіб вважали рідною мовою не одну з офіційних, з них. 15 — українську.
Працездатне населення становило 50,5% усього населення, рівень безробіття — 9% (9,9% серед чоловіків та 8,6% серед жінок). 80,9% осіб були найманими працівниками, а 17,6% — самозайнятими.
Середній дохід на особу становив $34 055 (медіана $26 395), при цьому для чоловіків — $41 246, а для жінок $27 286 (медіани — $34 213 та $22 059 відповідно).
29,3% мешканців мали закінчену шкільну освіту, не мали закінченої шкільної освіти — 19,8%, 51% мали післяшкільну освіту, з яких 21,6% мали диплом бакалавра, або вищий, 10 осіб мали вчений ступінь.
| Статево-вікова структура населення | Статево-вікова структура населення | Статево-вікова структура населення | Статево-вікова структура населення | Статево-вікова структура населення |
| ---------------------------------- | ---------------------------------- | ---------------------------------- | ---------------------------------- | ---------------------------------- |
|                                    |                                    |                                    |                                    |                                    |
| Всього                             | Всього                             | 47,3%52,7%                         |                                    |                                    |
| 0 — 14 років                       | 0 — 14 років                       |                                    | 12,8%                              | 12,8%                              |
| 15 — 64 років                      | 15 — 64 років                      |                                    | 54%                                | 54%                                |
| 65 і більше                        | 65 і більше                        |                                    | 33,2%                              | 33,2%                              |
| 85 і більше                        | 85 і більше                        |                                    | 5,1%                               | 5,1%                               |
| Середній вік (років)               | Середній вік (років)               | 49,151,7                           | 50,4                               | 50,4                               |
| Медіана (років)                    | Медіана (років)                    | 53,656,4                           | 55,1                               | 55,1                               |
| — чоловіки — жінки                 |                                    |                                    |                                    |                                    |

| Походження мешканців:     | Походження мешканців:     | Походження мешканців: | Походження мешканців: | Походження мешканців: |
| ------------------------- | ------------------------- | --------------------- | --------------------- | --------------------- |
| Походження                |                           |                       | осіб                  | %                     |
| Корінні американці        | Корінні американці        |                       | 350                   | 9.15%                 |
| Інше північноамериканське | Інше північноамериканське |                       | 1 010                 | 26.41%                |
| Європейське               | Європейське               |                       | 3 255                 | 85.1%                 |
| британське                | британське                |                       | 2 055                 | 53.73%                |
| французьке                | французьке                |                       | 525                   | 13.73%                |
| українське                | українське                |                       | 265                   | 6.93%                 |
| Карибське                 | Карибське                 |                       | 20                    | 0.52%                 |
| Африканське               | Африканське               |                       | 30                    | 0.78%                 |
| Азійське                  | Азійське                  |                       | 135                   | 3.53%                 |
| Океанійське               | Океанійське               |                       | 20                    | 0.52%                 |

| Зайнятість населення за галузями (за класифікацією NOC): | Зайнятість населення за галузями (за класифікацією NOC): | Зайнятість населення за галузями (за класифікацією NOC): | Зайнятість населення за галузями (за класифікацією NOC): | Зайнятість населення за галузями (за класифікацією NOC): |
| -------------------------------------------------------- | -------------------------------------------------------- | -------------------------------------------------------- | -------------------------------------------------------- | -------------------------------------------------------- |
|                                                          |                                                          |                                                          |                                                          |                                                          |
| Управління                                               | Управління                                               |                                                          | 11,5%                                                    | 11,5%                                                    |
| Бізнес, фінанси та адміністрування                       | Бізнес, фінанси та адміністрування                       |                                                          | 9,1%                                                     | 9,1%                                                     |
| Природничі та прикладні науки                            | Природничі та прикладні науки                            |                                                          | 3%                                                       | 3%                                                       |
| Охорона здоров'я                                         | Охорона здоров'я                                         |                                                          | 8,2%                                                     | 8,2%                                                     |
| Освіта, правозахист, муніципальні та урядові служби      | Освіта, правозахист, муніципальні та урядові служби      |                                                          | 10,9%                                                    | 10,9%                                                    |
| Мистецтво, культура, відпочинок та спорт                 | Мистецтво, культура, відпочинок та спорт                 |                                                          | 2,4%                                                     | 2,4%                                                     |
| Роздрібна торгівля та послуги                            | Роздрібна торгівля та послуги                            |                                                          | 24,2%                                                    | 24,2%                                                    |
| Гуртова торгівля, транспорт та обладнання                | Гуртова торгівля, транспорт та обладнання                |                                                          | 19,4%                                                    | 19,4%                                                    |
| Природні ресурси, сільське господарство                  | Природні ресурси, сільське господарство                  |                                                          | 4,5%                                                     | 4,5%                                                     |
| Виробництво                                              | Виробництво                                              |                                                          | 7%                                                       | 7%                                                       |

## Відомі люди
- Едвард Дмитрик (1908—1999) — американський кінорежисер українського походження.

## Клімат
Середня річна температура становить 7,8°C, середня максимальна – 23,9°C, а середня мінімальна – -12,4°C. Середня річна кількість опадів – 499 мм.
| Клімат поселення                              | Клімат поселення | Клімат поселення | Клімат поселення | Клімат поселення | Клімат поселення | Клімат поселення | Клімат поселення | Клімат поселення | Клімат поселення | Клімат поселення | Клімат поселення | Клімат поселення | Клімат поселення |
| Показник                                      | Січ.             | Лют.             | Бер.             | Квіт.            | Трав.            | Черв.            | Лип.             | Серп.            | Вер.             | Жовт.            | Лист.            | Груд.            |                  |
| Середній максимум, °C                         | 2,36             | 6,36             | 11,07            | 15,78            | 20,18            | 23,92            | 23,34            | 23,35            | 17,86            | 11,20            | 4,78             | −0,59            |                  |
| Середня температура, °C                       | −5,04            | −1,05            | 3,67             | 8,36             | 12,78            | 16,52            | 19,68            | 19,71            | 14,22            | 7,54             | 1,12             | −4,26            |                  |
| Середній мінімум, °C                          | −12,44           | −8,44            | −3,73            | 0,98             | 5,38             | 9,12             | 16,03            | 16,04            | 10,56            | 3,90             | −2,56            | −7,92            |                  |
| Норма опадів, мм                              | 48               | 33               | 35               | 38               | 54               | 55               | 36               | 33               | 29               | 31               | 52               | 55               |                  |
| Середньомісячна швидкість вітру, м/с          | 2.30             | 2.20             | 2.50             | 2.70             | 2.70             | 2.60             | 2.55             | 2.50             | 2.30             | 2.30             | 2.32             | 2.30             |                  |
| Середньомісячна сонячна радіація, кДж/м²·день | 3557             | 7000             | 11658            | 16747            | 20396            | 22323            | 23960            | 20564            | 14796            | 8649             | 4015             | 2809             |                  |
| --------------------------------------------- | ---------------- | ---------------- | ---------------- | ---------------- | ---------------- | ---------------- | ---------------- | ---------------- | ---------------- | ---------------- | ---------------- | ---------------- | ---------------- |
| Джерело:                                      |                  |                  |                  |                  |                  |                  |                  |                  |                  |                  |                  |                  |                  |